# Обуховка (Белгородская область)
Обуховка — село в Старооскольском городском округе Белгородской области. Центр Обуховской сельской территории.

## География
Обуховка расположена на юге от районного центра города Старый Оскол на расстоянии 25 км. Обуховка находится между двумя железнодорожными станциями – Старый Оскол и Голофеевка. Село лежит на правом берегу реки Котёл, впадающей в реку Оскол. Земли Обуховки неплодородные, по своему почвенному составу содержат в основном глину и песок.

## История
Первое упоминание о селе Обуховка относится к XVII веку. В XVII веке Оскольский уезд делился на пять станов, и село Обуховка относилось к стану Закотельскому. Основано село в 1690 году. Тогда получило название Петровское по церкви во имя святых Первоверховных апостолов Петра и Павла.
С этим поселением связаны имена Петра I, гетмана Мазепы, князя Меньшикова и графа Салтыкова. Известно, что Пётр I после неудачного похода в 1695 году под Азов проезжал по этому краю. До 1711 года село принадлежало Гетману Левобережной Украины Ивану Мазепе.
В 1711 году Петровская Слобода была заселена малороссиянами, фельдмаршалом Александром Даниловичем Меньшиковым, а в 1726 году графом Семёном Андреевичем Салтыковым; часть села называлась Семёновкой. В 1794 году у графа Ивана Петровича Салтыкова в Обуховке было 200 дворов, 4640 душ крепостных крестьян. К концу XVIII века слобода Петровская стала называться Обуховкой, так как проживал здесь в то время помещик Обухов.
В 1802 году произошли территориально-административные изменения в Старооскольском уезде. Уезд был разделён на 18 участков – волостей. Один из них получил название Обуховской волости. В 1842 году вместо действовавшей ранее деревянной церкви был построен храм во имя святых апостолов Петра и Павла. По сведениям 1862 года во владельческой слободе Петровское (Обуховка) насчитывалось 11 двора, проживало 763 человек, имелись две мельницы и три раза в год проводились ярмарки
В XIX веке и начале XX века, вплоть до революции, Обуховкой владело целое поколение графов Орловых-Давыдовых, считавшихся известными меценатами. Так, например, Сергей Владимирович Орлов-Давыдов был попечителем Московской школы для слепых детей среднего сословия. Благодаря его участию, получил образование В.Я. Ерошенко.
В селе Обуховка с XIX века и до 30-х годов XX века было широко развито ремесленное дело: кожевенное, кузнечное, сапожное. В 1904 году в Обуховке появился телеграф.

### Советский период
В 1923 году село Обуховка стало относиться к Казачанской волости, Новиковскому приходу. В 1928 году в Обуховке создан сельский совет.
С 1930 года в Обуховке действовала комсомольская организация. В том же году первых учеников приняла Обуховская школа - семилетка. В 1932 году в Обуховке был организован хор, которым руководил председатель сельского Совета Науменко Д.И.
В 1935 году на территории Обуховского сельского Совета были созданы 3 колхоза: колхоз «Пролетарий», колхоз «7-й съезд Советов» и колхоз «Мировой Октябрь».
С 3 июля 1942 года по 27 января 1943 года Обуховка находилась в зоне оккупации. В ожесточённых боях на территории края погибло свыше 6000 солдат, возникло около 30 братских могил. Одна из них находится в Обуховке. В ней похоронено 80 солдат, погибших при освобождении сёл Новиково и Обуховка.
6 января 1954 года Указом Президиума Верховного Совета СССР образована Белгородская область. Обуховка и другие сёла Обуховского сельсовета вошли в состав Белгородской области.
В начале 1960-х годов в Обуховке появилось электричество и началось строительство библиотеки.
В 1974 году Советом Министров РСФСР было принято решение о строительстве электрометаллургического комбината на основе комплексной разработки железной руды КМА. В 1980 году вступила в строй линия скоростного трамвая, соединяющая город Старый Оскол и ОЭМК, с остановками «Обуховка» и «Бабанинка». В 1981 году на базе колхоза «Мировой Октябрь» было образовано подсобное хозяйство металлургического комбината – совхоз «Металлург».
28 октября 1986 года было принято решение об открытии в селе Обуховка Дома-музея имени В.Я. Ерошенко, 12 января 1990 года Дом-музей принял первых посетителей.

### Российская Федерация
В августе 1992 года выпущена первая продукция мясокомбината «Обуховский».
К 50-летию Победы в Великой Отечественной войне в Обуховке был отремонтирован памятник погибшим воинам.
15 июля 2011 года состоялось освящение закладного камня будущей Петропавловской церкви. Освящение закладного камня совершил архиепископ Белгородский и Старооскольский Иоанн (Попов) в сослужении благочинного II Старооскольского округа протоиерея Алексия Бабанина и священнослужителей. 27 июля 2016 года митрополит Белгородский и Старооскольский Иоанн в сослужении с духовенством епархии совершил освящение престола и Петропавловского храма.

## Население
| 2002 | 2010  |
| ---- | ----- |
| 909  | ↗1159 |

### Известные уроженцы
- Ерошенко, Василий Яковлевич (31 декабря 1889 (12 января 1890) — 23 декабря 1952) — эсперантист, писатель-символист, поэт, музыкант, педагог, получивший известность сочинениями на эсперанто и японском языке.